# ЖКК Војводина 021
Женски кошаркашки клуб Војводина 021 је српски кошаркашки клуб из Новог Сада.

## Историја
Основан је 1999. године под именом ЖКК Беочин са седиштем у Беочину. Клуб се 2018. године преселио у Нови Сад, мењајући име у ЖКК 021. Дана 25. септембра 2020. клуб мења име у ЖКК Војводина 021, настављајући традицију некадашњег клуба ЖКК Војводина.
У марту 2021. клуб је изгубио финале купа Србије.

## Успеси

### Национални
- Првенство Србије:
  - Вицепрвак (1): 2018/19.
- Куп Србије:
  - Финалиста (1): 2021.

## Успеси каоЖКК Војводина

### Национални
- Првенство Југославије:
  - Првак (2): 1968/69, 1969/70.
  - Вицепрвак (2): 1971/72, 1991/92.
- Првенство Србије и Црне Горе:
  - Вицепрвак (3): 2004, 2005, 2006.
- Првенство Србије:
  - Вицепрвак (4): 2003/04, 2004/05, 2005/06, 2014/15.
- Куп Југославије:
  - Финалиста (1): 1972.
- Куп СР Југославије:
  - Освајач (1): 2001.
  - Финалиста (3): 1995, 1998, 1999.
- Куп Србије и Црне Горе:
  - Финалиста (2): 2005, 2006.
- Куп Србије:
  - Освајач (1): 2015.
  - Финалиста (1): 2007.

### Међународни
- Јадранска лига:
  - Финалиста (1): 2005/06.